# 欽聖皇后
欽聖皇后（きんせいこうごう）は、北宋神宗の皇后。姓は向氏。

## 生涯
懐州河内県の人。真宗の時代に丞相（同平章事）であった向敏中の曾孫娘である。祖父は向伝亮。父は向経。能書家で、草書に上手との評がある。
治平3年（1066年）、潁王趙頊（後の神宗）にとつぎ、安国夫人となった。神宗が即位すると、皇后に立てられた。元豊8年（1085年）に神宗が崩じ、哲宗（神宗の庶出子、母は徳妃朱氏）が即位すると、嫡母として皇太后となった。その後9年間は、姑の太皇太后高氏（宣仁太后）が垂簾聴政し、向氏は姑に孝事した。元符3年（1100年）、哲宗が崩じ、男子がなかったので哲宗の弟の中から端王趙佶（徽宗）を帝位に即かせた。徽宗の即位直後は、向氏が垂簾聴政した。しかし半年ほどで病の床につくと、政権を徽宗に返した。
建中靖国元年（1101年）正月、崩じた。欽聖と諡された。

## 子女
- 延禧公主（淑懐帝姫）

## 伝記資料
- 『続資治通鑑長編』
- 『宋史』
- 『宋会要輯稿』